# Burg Haldenstein

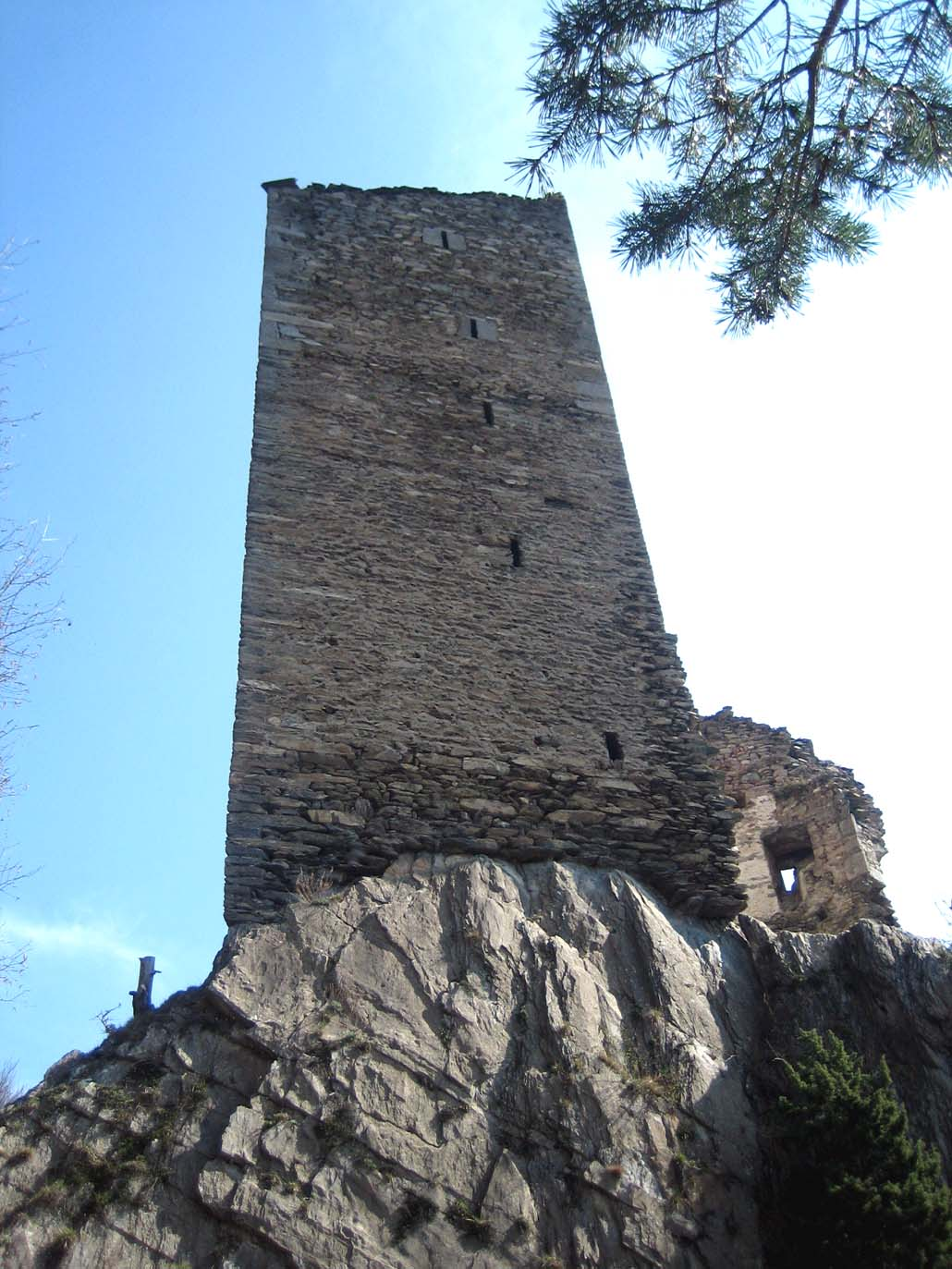
Nordseite

Die Burg Haldenstein war die bedeutendste der drei Burgen auf dem Boden der Gemeinde Haldenstein im schweizerischen Kanton Graubünden. Die anderen beiden Burgen Haldensteins sind die Burg Grottenstein und die Burg Lichtenstein.

## Lage
Die Ruine der Felsenburg liegt auf einem Felsblock oberhalb der Gemeinde. Haldenstein ist vom Dorf aus über eine schmale Fahrstrasse (Fahrverbot) problemlos in einer halben Stunde zu erreichen. Die eigentliche Burg kann nicht mehr betreten werden.

## Anlage
Da die bebaubare Fläche unmöglich vergrössert werden konnte, blieb den Erbauern nichts anderes übrig, als die Burg zu erhöhen, wenn sie mehr Platz gewinnen wollten. In der Tat sieht man in den Mauern mehrere Abgrenzungslinien, die von den verschiedenen Erhöhungen stammen dürften. Am Fuss des Felsens wurden einige Nebengebäude eingerichtet; die bei einer Auseinandersetzung nicht durch einen Bering geschützt waren. Lange Zeit blieben ihre Ruinen unter Gesteinstrümmern verborgen, bis sie durch eine Gerölllawine freigelegt wurden.
Der Zugang erfolgte über eine Rampe am bergseitigen Nordfuss. Am 23./24. Dezember 1769 rutschte dieser Weg wie andere Teile der Südpartie ab. Das Tor im Süden ist bis auf wenige Mauerspuren verschwunden; einzelne Mauerzüge können noch aufgrund der in den Fels gehauenen Fundamentlager verfolgt werden.
Der fünfgeschossige Bergfried, ein schmaler Bau mit dreieckigem Grundriss, stand auf dem höchstgelegenen Teil des Felsens. Die Mauerstärke schwankt zwischen 0,6 Metern gegen den Palas hin und 2,2 Metern. Der finstere Bau wurde nur durch sieben schmale Lichtscharten erhellt. Der Hocheingang lag im vierten Geschoss, der Zugang erfolgte von einem Pfeilerbau aus über eine Holzgalerie, die auf auskragenden Holzbalken um die Nordwestecke führte. Sie war mit einem an der Mauer aufgehängten Vordach vor der Witterung geschützt.
Der Turm war zu eng, als dass er hätte bewohnt werden können. Ursprünglich trug er einen Zinnenkranz als Abschluss, später wurde ihm ein gegen den Berg geneigtes flaches Pultdach aufgesetzt.
Der Palas lag neben dem Bergfried. Er war ursprünglich fünf Stockwerke hoch und auch mit einem Zinnenkranz versehen. Später wurde er fast bis zur Höhe des Bergfrieds aufgestockt. Verschiedene Fensterformen stammen von verschiedenen Wohnräumen, deren weite Öffnungen sie jedoch bis zur Einführung des Fensterglases im 14. Jahrhundert im Winter unbewohnbar machten. Am Innenverputz zeichnen sich mehrerer Schichten ab, die auf eine wiederholte Erneuerung schliessen lassen. Eine Treppe neben dem Turm verband die einzelnen Stockwerke miteinander. Die einzelnen Räume waren durch dünne Holzwände voneinander abgetrennt. Im Erdgeschoss lag die Küche.

Die Wasserversorgung erfolgte vermutlich durch eine Zisterne im heute abgestürzten Teil der Burg.

## Geschichte

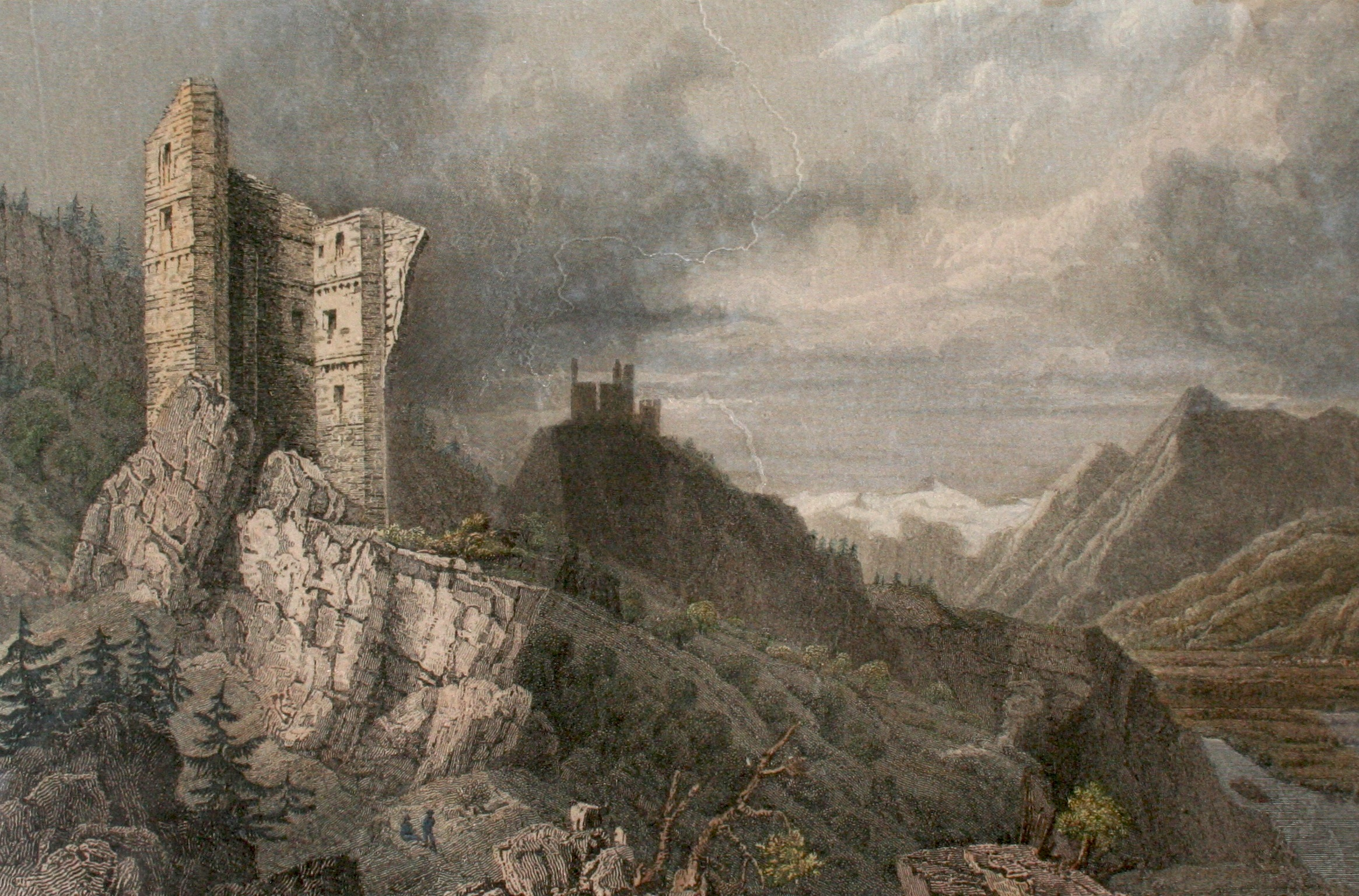
Burgruine Haldenstein und Burg Lichtenstein um 1830

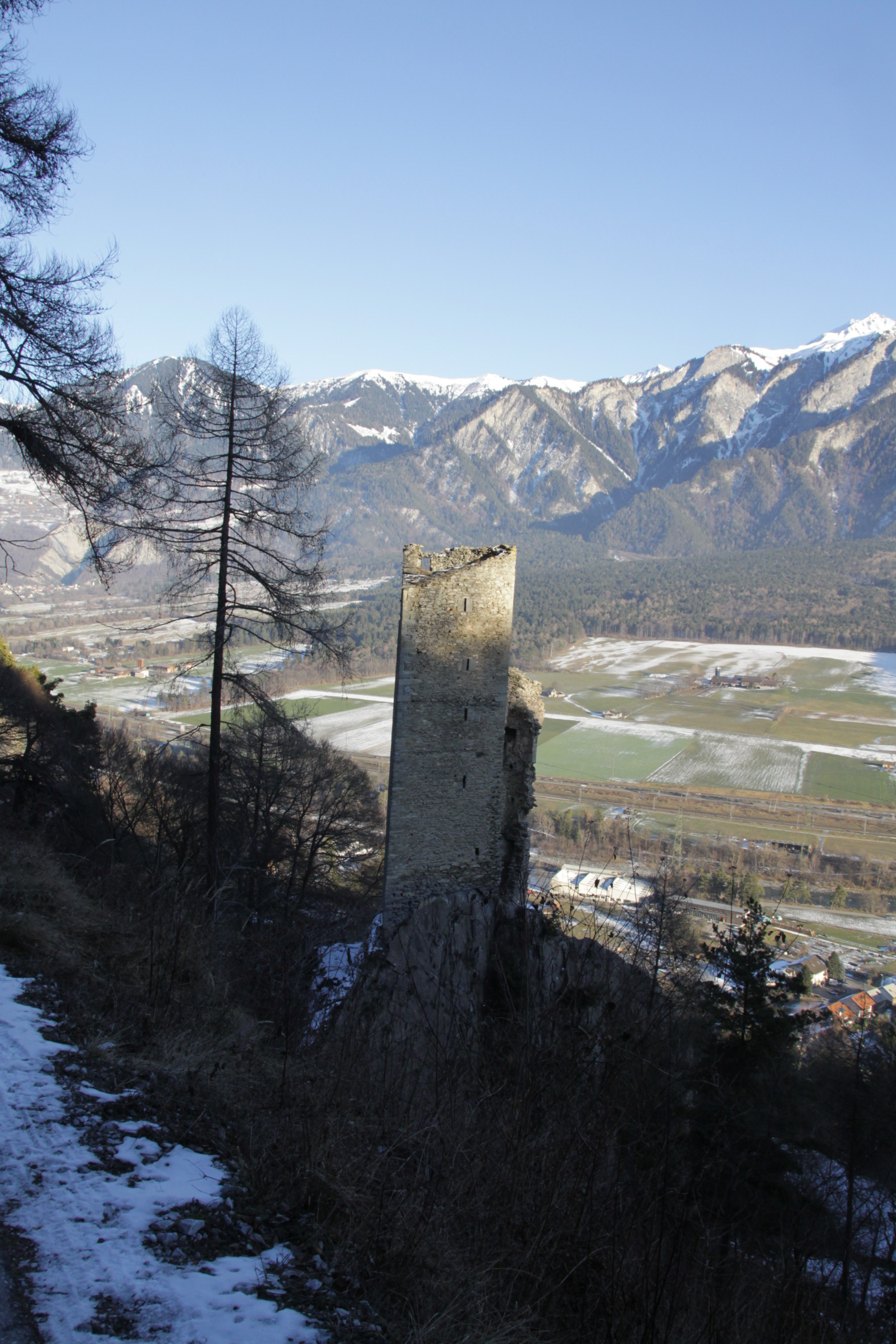
Burgruine Haldenstein heute

Die eigentliche Erbauungszeit der Burg Haldenstein ist unklar. Die ältesten Bauteile reichen bis ins 12. Jahrhundert zurück. Urkundlich wird die Burg erstmals 1299 erwähnt. Aufgrund der bautechnisch anspruchsvollen Lage auf dem Felsklotz ist Haldenstein vermutlich die jüngste der drei Haldensteiner Burgen. Ab 1260 treten die Herren von Haldenstein zeitweise als Dienstleute der mächtigen Freiherren von Vaz auf. Erwähnt wird ein Berenhardus von Haldenstain. Die Haldensteiner bildeten einen Zweig der schon 1180 erwähnten Familie von Lichtenstein, die auf der benachbarten Burg Lichtenstein wohnten. 1330 heiratete Ritter Ulrich von Haldenstain (1321–1353) die Erbtochter von Lichtenstein.
Vermutlich lag gegen Ende des 13. Jahrhunderts der Vorgängerbau des Turmes in Trümmern, weshalb ihn Johann von Vaz, wohl der Inhaber der Reichsvogtei, wieder aufbauen wollte. Damit war jedoch der Bischof von Chur, der eigentliche Lehensherr der Herrschaft Haldenstain nicht einverstanden und erhob Einspruch. Am 19. März 1299 entschied ein Schiedsgericht: … daz dü burg ungebuwen … bleiben sollte – ein Entscheid, an den sich der Bauherr offensichtlich nicht gehalten hatte.
Das Aussterben der Lichtensteiner im späten 13. Jahrhundert und die Übernahme von deren Besitz durch die verwandten Haldensteiner führte um 1300 zur Bildung der Herrschaft Haldenstein, die als selbständiges, von den Drei Bünden unabhängiges Territorium, bis 1803 Bestand haben sollte. Auf Lichtenstein liess sich eine Nebenlinie der Haldensteiner nieder, während die Hauptlinie weiterhin auf Haldenstein wohnte. Grottenstein war vermutlich schon um 1300 verlassen worden.
Auf Trimmis sass seit 1290 eine ritterliche Nebenlinie von Haldenstain mit Heinrich, seinem Sohn Friedrich, dessen Sohn Burkhardt und den Ultimus Haldenstain von Haldenstain (gestorben vor 1361) alle Herren zu Trimuns. Die ausgedehnte Herrschaft Trimmis mit terrassierten Weinbergen, Mühlen, Alpen, Weiden, Äckern, Fluren, den Fürsten- und den Oldisdwald bis hinunter zum Rheinufer, wurde 1361 von Bischof Peter von Kuonitze, genannt Jelito zwischen Ulrich III und Lichtenstein von Haldenstain für ein Drittel einerseits und Sophia Walther andererseits, eine Tochter der Elsine von Haldenstain und des Heinz Walther von Feldkirch für zwei Drittel geteilt, allerdings mit der Bedingung, dass Sophia Walther den Neffen des Bischofs Marcus von Kuonitze heirate.
Infolge einer Klage des Gotteshauses an den Papst gegen Bischof Jelito wurde dieser 1368 aus Chur nach Leitomischl in Böhmen «befördert», so dass die Heirat nicht stattfand und die zwei Drittel der allodialen Herrschaft mit Guot und Luot widerrechtlich in bischöflicher Hand verblieb. 1364 hatte Heinz von Sigberg versucht, sich der Herrschaft und Burg militärisch zu bemächtigen, was misslang.
Sowohl Heinz von Sigberg wie Haldenstain von Marmels versöhnten sich mit dem Bistum, indem sie auf alle ihre Rechte auf das Trimmiser Erbe verzichteten. Die Herrschaft wurde danach vom Bischof von Chur an verschiedene Ministeriale verpfändet, vorerst an Peter von Unterwegen für 20 Jahre. Die Herrschaft Trimuns ist im Katalog des Bischofs Flugi aus 1645 (S. 37) nicht als bischöflich aufgeführt, war also Allodialgut derer von Haldentain zu Trimus geblieben.
Seit ihrem Auftauchen im 13. Jahrhundert waren die Herren von Haldenstein zeitweise auch Ministeriale der Freiherren von Vaz, früher und später standen sie im Dienste des Bischofs von Chur, von dem sie Dorf und Burg als Lehen besassen. 1362 war ein Ulrich von Haldenstein Söldner des Kaisers von Österreich, 1379 diente er mit seinen beiden Söhnen erneut unter dem Bischof von Chur. Am Ende des 14. Jahrhunderts starben mit Ulrich IV., der in habsburgischen Diensten 1388 in der Schlacht bei Näfels fiel, die Haldensteiner in männlicher Linie aus.
1410 wurde Haldenstein als Lehen des Bischofs von Chur bezeichnet, doch konnte dieser sein Recht offenbar nicht durchsetzen. Es folgten Erbstreitigkeiten und mehrere Besitzerwechsel. Auch wurde die Burg mehrere Male verpfändet, ohne dass von einer bischöflichen Lehenshoheit noch die Rede war. Aufgrund verwandtschaftlicher Beziehung der letzten Angehörigen zu den von Hohenems ging 1424 die Herrschaft Haldenstein mit allen Hoheitsrechten an Ursula von Hohenems und deren Mann Peter von Greifensee, zu dessen Besitz auch noch eine Zeit lang die Habsburg und das Schloss Wildegg gehörte.
Von Peter von Greifensee vererbte sich die Herrschaft Haldenstein an seinen Sohn Rudolf und nach ihm an dessen Söhne Hans, Ulrich und Hans Rudolf und an die Tochter Ursula. Aus finanziellen Gründen musste die Burg versteigert werden und so erscheinen 1469 als neue Besitzer Conrad von Friedingen, 1494 Heinrich Ammann von Grüningen und 1509 Conradin von Marmels, Herr von Rhäzüns, einer der mächtigsten Feudalherren Rätiens im ausgehenden Mittelalter.
Durch die Hochzeit der Witwe seines verstorbenen Sohnes Jakob von Marmels kam Haldenstein an den Mailänder Edelmann Jean Jacques de Castion, den französischen Gesandten bei den Drei Bünden in Chur. Der neue Eigentümer fand sich wohl mit der wilden Romantik Haldensteins nicht ganz zurecht. Er liess von 1544 bis 1548 das Schloss Haldenstein im Dorf errichten, ein repräsentierendes Gebäude ohne Verteidigungscharakter.
1567 kaufte der Herr von Neu-Aspermont, Hauptmann Gregor von Hohenbalken, Haldenstein für 3200 Gulden von den Nachfolgern Castions ab. Ab 1608 diente die Burg dem Herrn von Hohentrins, Freiherr Thomas von Schauenstein, als Residenz. Gemäss einem Schutzbrief von den Drei Bünden wandelte sich die Herrschaft in einen souveränen Zwergstaat mit Justizgewalt und Landeshoheit.
1612 erhielt Thomas von Schauenstein vom Kaiser das Münzrecht, was zum Prägen von Gold- und Silbermünzen ausgenützt wurde. Bis zum Erlöschen der von Schauenstein um 1695 – nach ihnen sassen noch die Salis-Maienfeld auf Haldenstein – war die Burg noch bewohnt, auch wenn sie in den letzten Jahrzehnten vernachlässigt worden war.

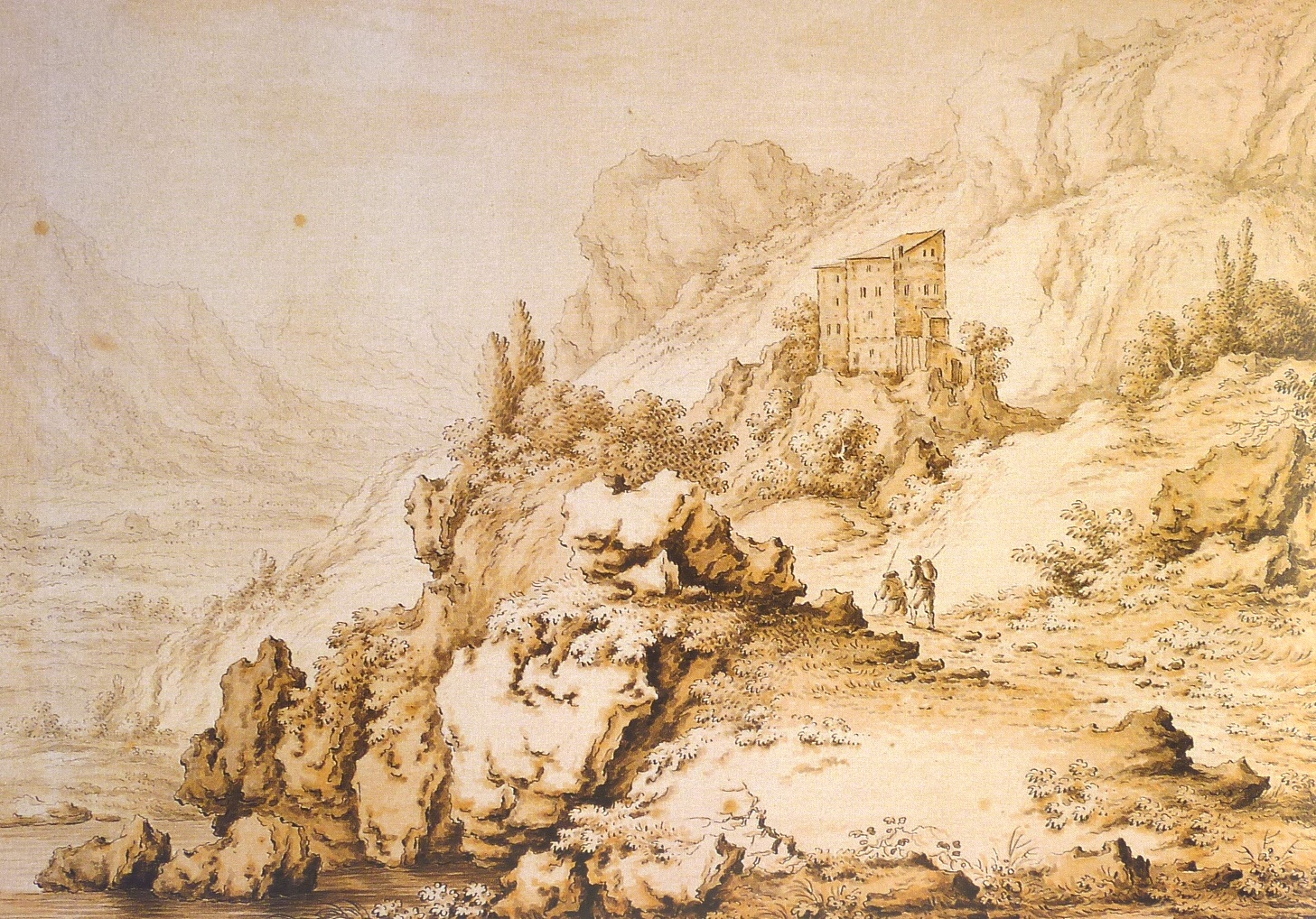
Haldenstein um 1760, noch gedeckt

Die endgültige Wende brachte der 24. Dezember 1769, als der östliche Teil des Burgfelsens abstürzte und Zugang und Palas in die Tiefe riss. Baron Rudolf von Salis-Haldenstein schreibt in seiner Chronik: „… in den vortrefflichen Kellern hatten sie kostbaren Wein. Vor kurzer zeit sah man noch ganze Zimmer mit guten Kachelöfen, eine schöne Bibliothek, Kisten und Kästen, Harnische und Schiessgewehre. Im Dachraum war eine Handmühle und eine Gerstenstampfe. Der Turm hatte Gefängnisse, Folterkammer und Gemächer. In einer getäferten Stube befand sich das Haldensteiner Wappen, ein schwarzes Horn im weissen Feld.“
Zwei Jahre später fiel ein weiteres Mauerstück in die Tiefe und bei einem Erdbeben 1767 wurden weitere Gemäuer zerstört. Die Selbständigkeit der Herrschaft Haldenstein erlosch nach mehreren Besitzwechseln mit der Vereinigung mit dem Kanton Graubünden im Jahr 1803.
Im Juli 2014 wurde die eingewachsene Nordseite durch den Forstdienst der Gemeinde geräumt und im Dezember 2014 wurden im Auftrag des Burgenvereins Haldenstein Sicherungsarbeiten an der nördlichen Felspartie vorgenommen, wo der ursprüngliche Zugang zur Burg verlief. Eine Felsplatte drohte in die Tiefe zu stürzen.

## Galerie

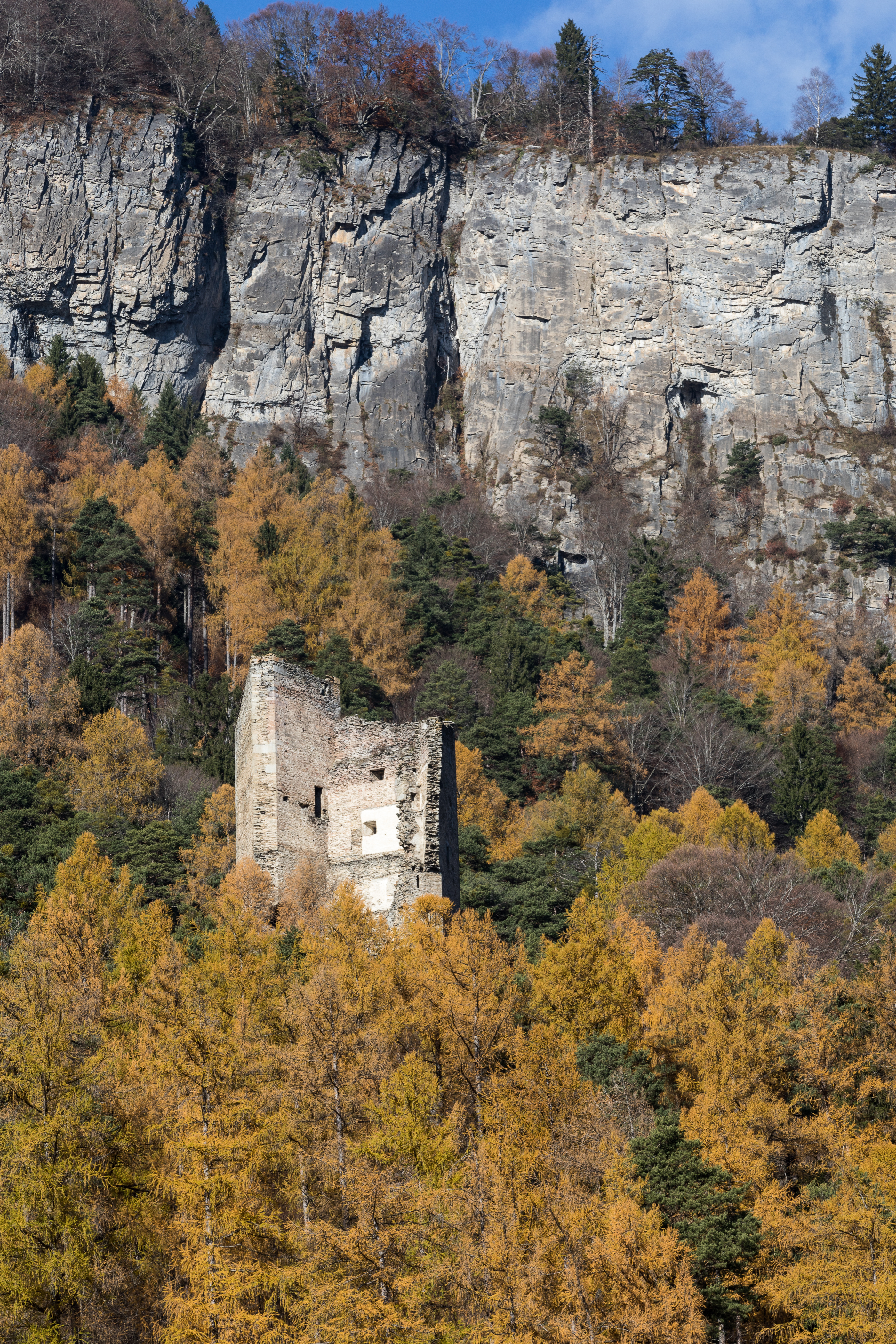
Ruine Haldenstein
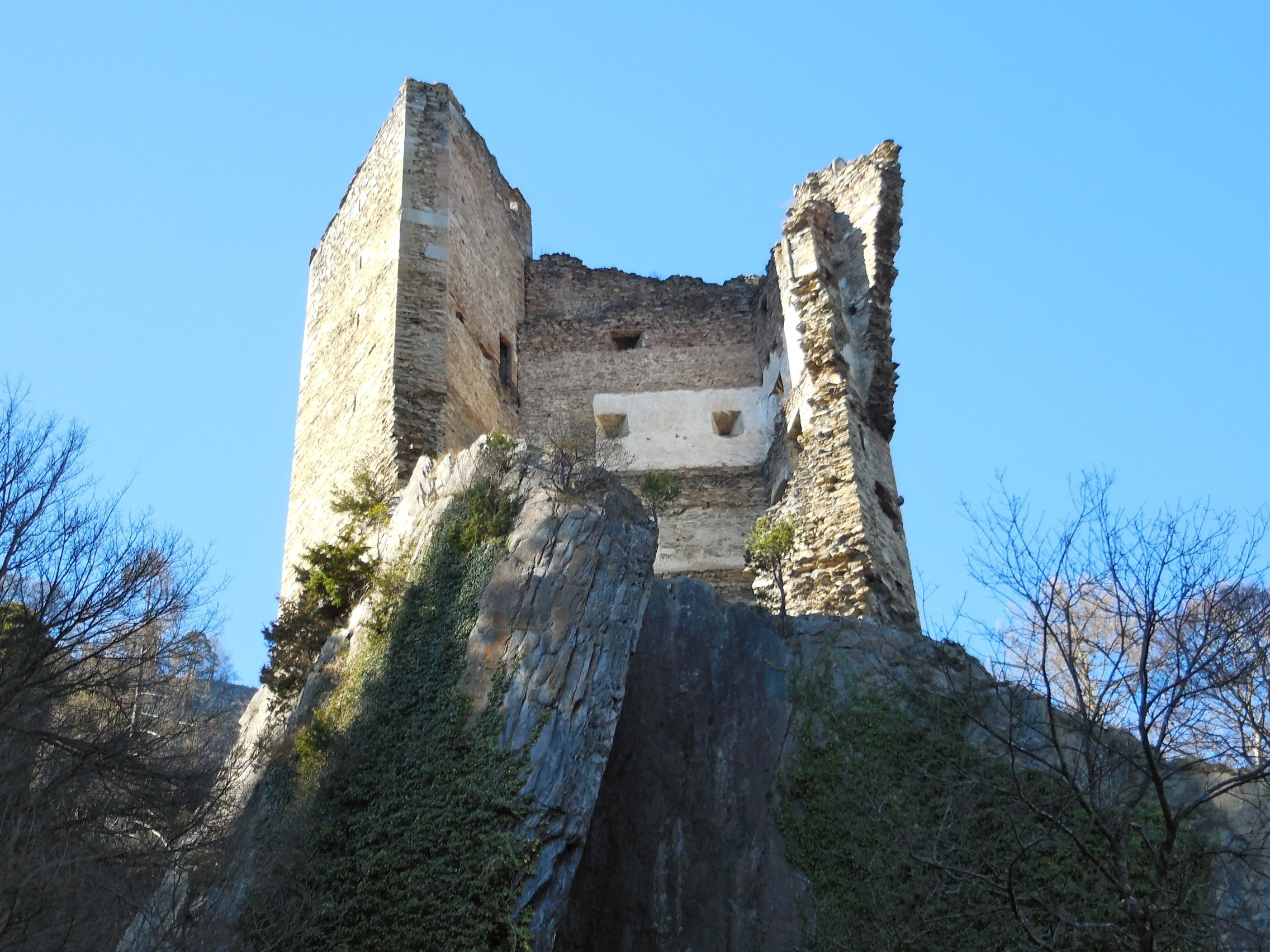
Südansicht
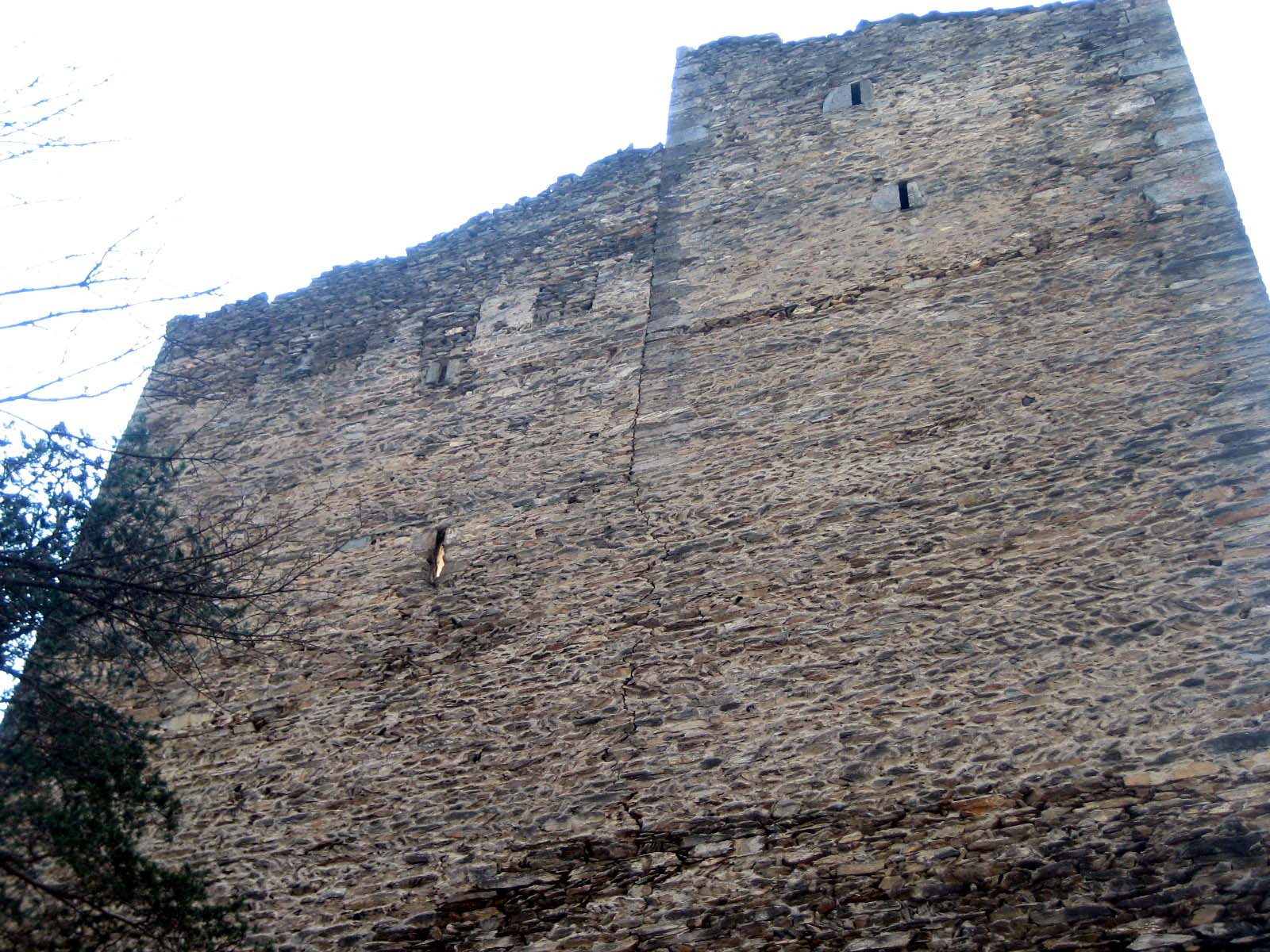
Rückseite
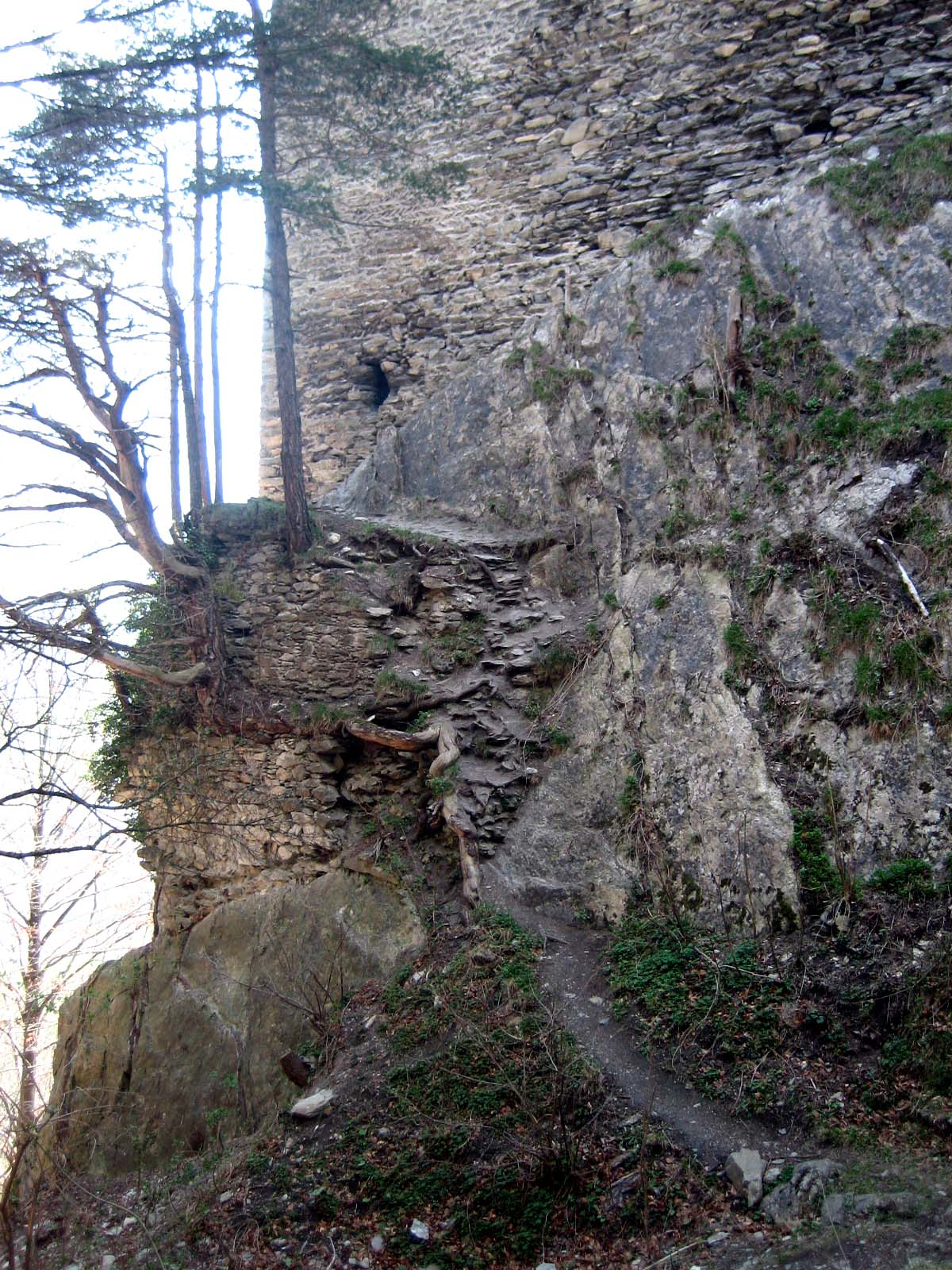
Zugang zur Mauerlücke
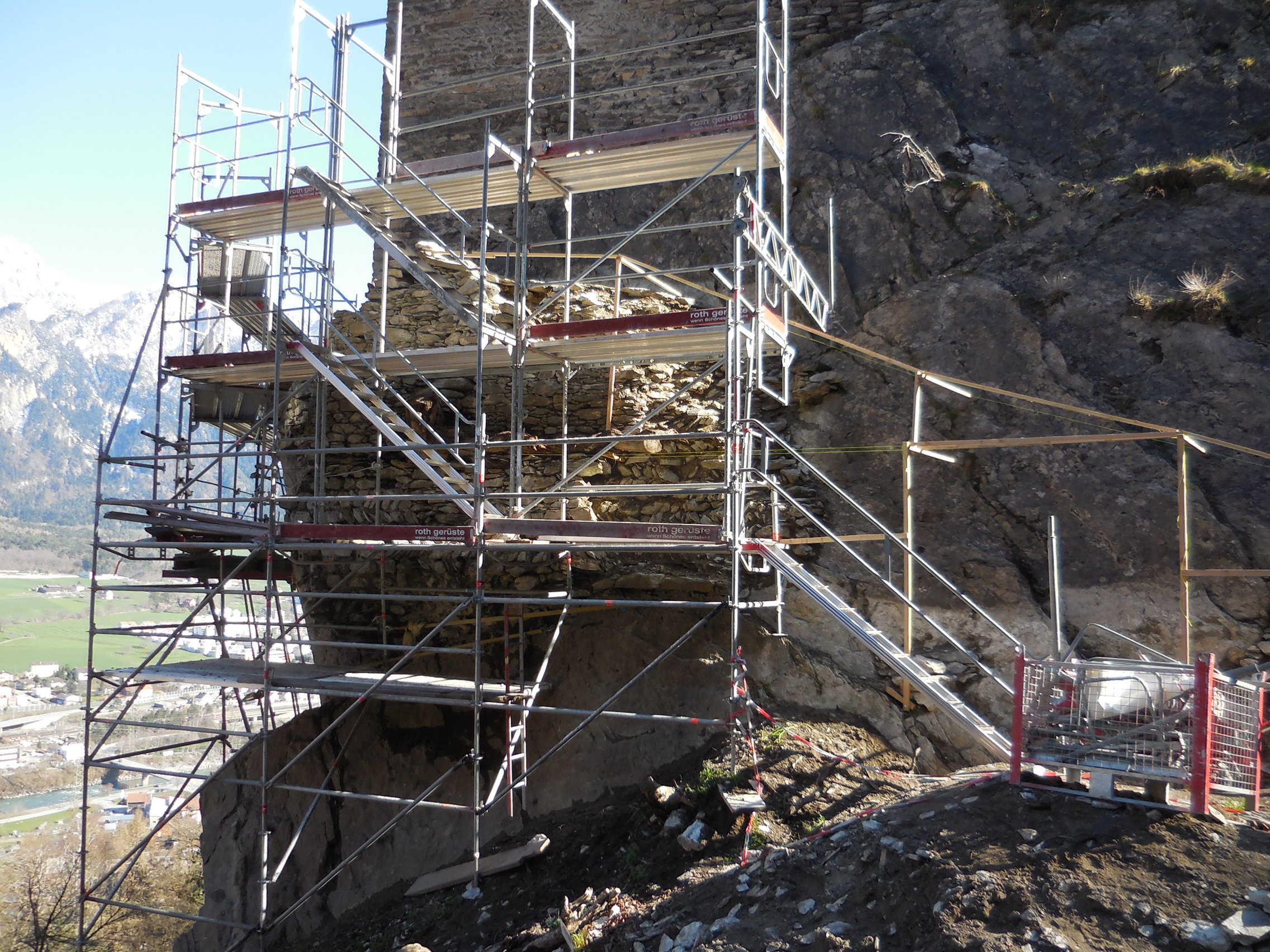
Zugang eingerüstet für die 1. Sanierungsetappe (2014/15)
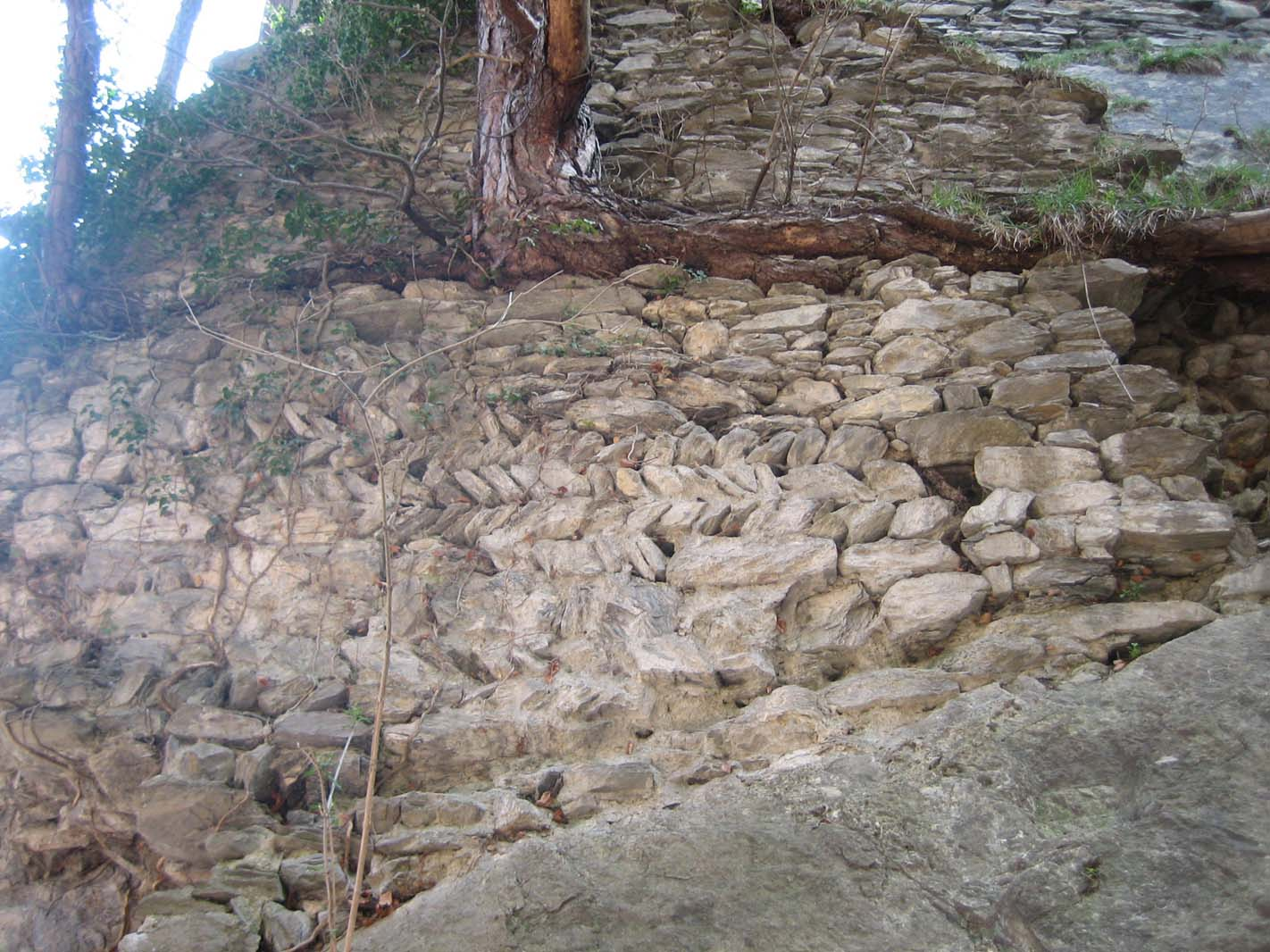
Fundamente eines Nebengebäudes
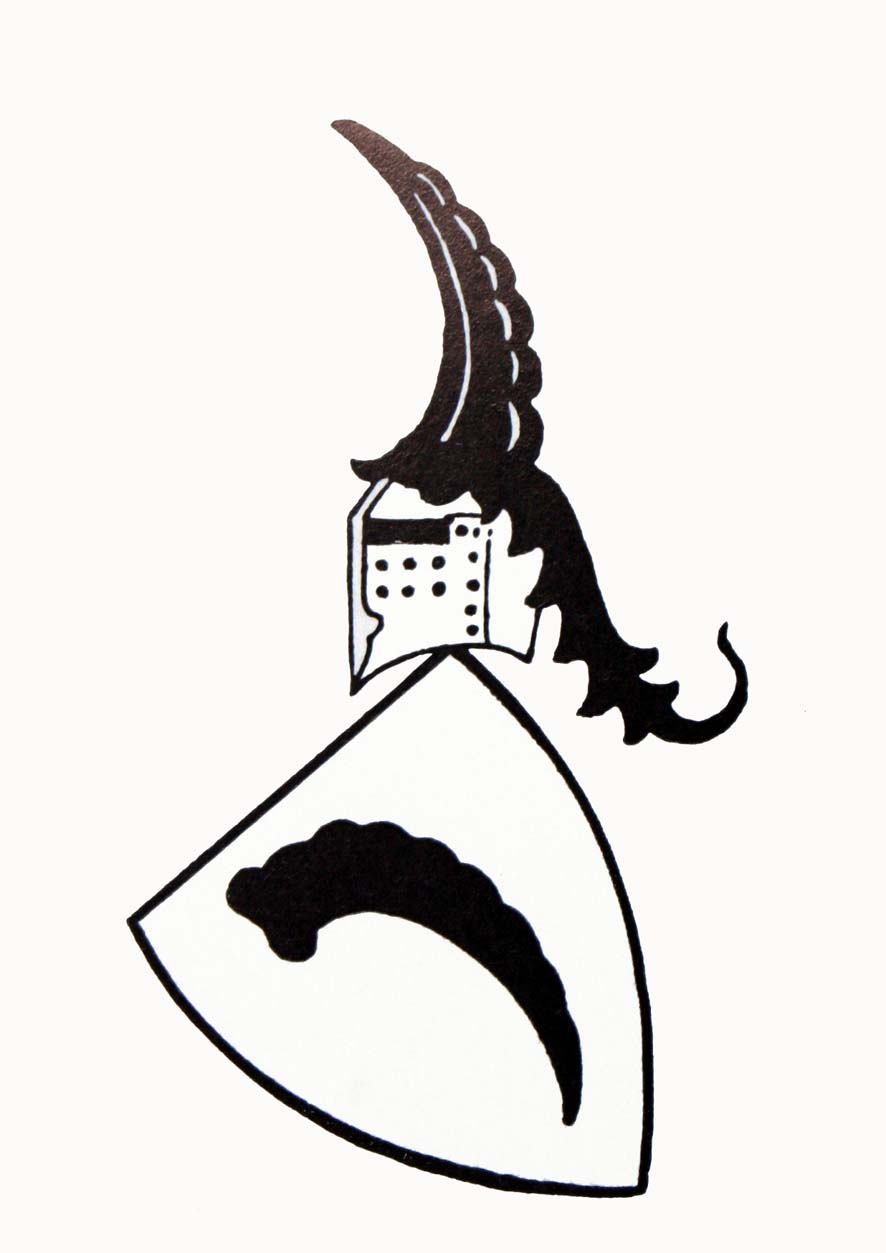
Wappen derer von Haldenstein